# Universität Atma Jaya Yogyakarta
Die Universität Atma Jaya Yogyakarta (indonesisch Universitas Atma Jaya Yogyakarta, kurz UAJY) ist eine katholische Privatuniversität in der indonesischen Stadt Yogyakarta.

## Geschichte und Ausrichtung
Die Universität wurde 1965 durch katholische Laien in Zusammenarbeit mit der Slamet Rijadi Foundation gegründet. Im August 1973 spaltete sich die UAJY von der Universitas Katolik Indonesia Atma Jaya in der Hauptstadt Jakarta ab. Der Name „Atma Jaya“ ist aus dem Sanskrit entnommen und lässt sich als „ruhmvolle Seele“ übersetzen. Der Patronheilige der Universität ist Albertus Magnus. Neben der explizit katholischen Werteorientierung versteht sich die Universität laut ihrem Leitbild als exzellent (unggul), inklusiv (inklusif), humanistisch (humanis) und integer (inegritas). Gregorius Sri Nurhartanto ist seit 2015 Rektor der Universität. Organisatorisch ist die UAJY in sechs Fakultäten unterteilt:
- Business and Economics
- Biotechnology
- Law
- Social and Political Science
- Engineering
- Industrial Technology[5]